# Эстлунд, Агда
Агда Эстлунд (швед. Agda Östlund, полное имя Agda Maria Östlund, урождённая Lundgren; 1870—1942) — шведский политик, член Социал-демократической партии Швеции.

## Биография
Родилась  3 апреля 1870 года в Кёпинге в рабочей семье.
Обучилась на швею, чем поддерживала свою жизнь. Затем создала собственную швейную мастерскую с несколькими сотрудниками. Выйдя замуж за Андерса Эстлунда (Anders Östlund), переехала с ним в 1896 году в Стокгольм.
В 1903 году Агда вступила в стокгольмский женский клуб (Stockholms allmänna kvinnoklubb), где позже стала его председателем. Она совершила много агитационных поездках по стране, выступая за права голоса женщин. Также работала в Социал-демократической федерации женщин (Sveriges socialdemokratiska kvinnoförbund) и в 1911—1917 годах была председателем её исполнительного комитета.
В 1921 году она стала одной из пяти первых женщин, избранных в парламент Швеции после того, как женщины получили избирательное право. В их числе были: Нелли Тюринг, Элизабет Тамм и Берта Веллин — в нижней палате, а также Керстин Хессельгрен — в верхней палате. Проработала в парламенте до 1940 года. В риксдаге она стала первой женщиной, выступившей с трибуны нижней палаты, а также первой женщиной, избранной членом комитета парламента от социал-демократов.
Агда Эстлунд занималась вопросами супружеского насилия, женского пенсионного обеспечения, а также медицинского обслуживания женщин и детей. Она считалась представителем рабочего класса и образцом для подражания для многих шведских женщин.
Умерла 26 июня 1942 года в Стокгольме.